# Ischaemum arenosum
Ischaemum arenosum är en gräsart som beskrevs av Sohns. Ischaemum arenosum ingår i släktet Ischaemum och familjen gräs. Inga underarter finns listade i Catalogue of Life.